# Franco (Mirandela)
Franco is een plaats (freguesia) in de Portugese gemeente Mirandela en telt 302 inwoners (2001).